# Municipio de Bridgehampton
El municipio de Bridgehampton (en inglés: Bridgehampton Township) es un municipio ubicado en el condado de Sanilac en el estado estadounidense de Míchigan. En el año 2010 tenía una población de 854 habitantes y una densidad poblacional de 9,11 personas por km².

## Geografía
El municipio de Bridgehampton se encuentra ubicado en las coordenadas 43°28′25″N 82°41′3″O / 43.47361, -82.68417. Según la Oficina del Censo de los Estados Unidos, el municipio tiene una superficie total de 93.73 km², de la cual 93,51 km² corresponden a tierra firme y (0,23 %) 0,21 km² es agua.

## Demografía
Según el censo de 2010, había 854 personas residiendo en el municipio de Bridgehampton. La densidad de población era de 9,11 hab./km². De los 854 habitantes, el municipio de Bridgehampton estaba compuesto por el 96,37 % blancos, el 0,59 % eran amerindios, el 0,35 % eran asiáticos, el 1,05 % eran de otras razas y el 1,64 % eran de una mezcla de razas. Del total de la población el 3,04 % eran hispanos o latinos de cualquier raza.